# Chromopleustes lineatus
Chromopleustes lineatus är en kräftdjursart som beskrevs av Edward Lloyd Bousfield och Hendrycks 1995. Chromopleustes lineatus ingår i släktet Chromopleustes och familjen Pleustidae. Inga underarter finns listade i Catalogue of Life.